# Katavi (regio)
Katavi is een van de 31 regio's van Tanzania, gelegen in het westen van het land met een oppervlakte van 45.843 km² en meer dan een half miljoen inwoners (2012). De regionale hoofdstad is Mpanda. De regio kwam in 2012 tot stand.
Katavi grenst aan het Tanganyikameer en aan het Rukwameer. In de regio ligt het Nationaal Park Katavi.

## Districten
De regio is onderverdeeld in drie districten:
- Mlele (district)
- Mpanda (district)
- Nsimbo (district)